# Marija Grozdeva
Marija Grozdeva (Sofija, 23. lipnja 1972.), bivša bugarska streljašica.

## Sportski uspjesi
Na Olimpijskim igrama u Barceloni u disciplini zračni pištolj deset metara osvojila je brončano odličje. Isto je ponovila na Olimpijskim igrama u Atlanti. Na Olimpijskim igrama u Sydneyu osvojila je zlatnu medalju u disciplini 25 metara malokalibarski pištolj, dok je u disciplini 10 metara zračni pištolj zauzela 38 mjesto. Njezina najuspiješnija olimpijada bila je ona u Ateni 2004. kada je osvojila zlato u disciplini 25 metara malokalibarski pištolj i srebro na 10 metara zračni pištolj. Dobila je nagradu za najboljeg bugarskog sportaša 2004. godine.

## Olimpijski rezultati
| disciplina               | 1992.           | 1996.           | 2000.           | 2004.           | 2008.        | 2012.   |
| ------------------------ | --------------- | --------------- | --------------- | --------------- | ------------ | ------- |
| 25 metara m.k. pištolj   | 18. 574         | 21. 574         | zlato 589+101.3 | zlato 585+103.2 | 5. 583+203.6 | 9. 583  |
| 10 metara zračni pištolj | bronca 383+98.6 | bronca 389+99.5 | 38. 367         | bronca 386+96.3 | 11. 382      | 24. 378 |

## Vanjske poveznice
- Biografija Marije Grozdove  Arhivirana inačica izvorne stranice od 31. siječnja 2009. (Wayback Machine)